# 私たち、初めて会った時覚えてる?
『私たち、初めて会った時覚えてる?』（朝: 우리처음만났을때기억나?）は、韓国の映像会社「NEMOCULTURES」が2017～18年に制作したウェブドラマである。

## 概要
女性グループ「今月の少女（LOONA）」のメンバーが主演した。メンバーにとっては、初の女優デビュー作である。シーズン2まではユニット「1/3」のメンバー（ヒジン、ヒョンジン、ハスル、ビビ）およびヨジンが、シーズン3ではユニット「ODD EYE CIRCLE」のメンバー（キムリップ、ジンソル、チェリ）が、主要な出演者である。もっとも、ユニット「yyxy」のメンバー（イヴ、チュウ、ゴウォン、オリビアヘ）は出演しなかった。
メンバーたちが大学キャンパスを舞台に男性と恋愛するストーリーである。メンバーたちの役名は、いずれも芸名のままである。
監督のイ・スンヨル（이승열）は、YGエンターテインメント在籍時はフォトグラファーで、BIGBANGのイメージ作業全般を担当した。ウェブドラマというコンテンツを、新人ガールグループの広報に使用してみたかったから、今月の少女の所属事務所「BlockBerry Creative 」を訪ねて、メンバーたちの出演を提案し、実現した。

## エピソード

### Pilot
- 『'SNSのあの男01'  』主演：ヒョンジン
- 『'私の男友達' 』主演：ハスル

### シーズン1
- 第1話『SNSのあの男 02 』出演：ヒョンジン
- 第2話『男友達の定義』主演：ハスル
- 第3話『告白の定法』主演：ヒジン
- 第4話『ヒョンジンの日記帳』主演：ヒョンジン
- 第5話『今日の天気』主演：ヒジン
- 第6話『彼女を紹介します』主演：ハスル

### シーズン2
- 第1話『工大男の恋愛方式 』主演：ハスル
- 第2話『夕立ちみたいだったり、小雨みたいだったり 』主演：ハスル
- 第3話『軍隊, そして彼女』主演：ヒジン
- 第4話『片思いを愛する方法』主演：ヒョンジン
- 第5話『一人だけのお別れ』主演：ヒョンジン
- 第6話『童話から出なくてはならないタイミング』主演：ヒジン
- アニメ『EP0.5 特別版　私に本当に必要だったこと』

### シーズン3
- 予告編『シーズン3 ティザー 　新たな主人公を紹介します  』
- 第1話『女が別れを直感する時" 』主演：キムリップ、ジンソル
- 第2話『彼氏と男友達の違うところ  』主演：キムリップ、ジンソル
- アニメ『Special ep 1　少女は少年の願い 』
- 第3話『初めてだからぎこちなくて 』主演：チェリ
- 第4話『顔も知らない彼に惚れた理由  』主演：チェリ
- 第5話『俺はお前と友達として過ごしたくないんだけど 』主演：キムリップ
- 第6話『もう待ったりしないよ  』主演：キムリップ
- アニメ『Special ep.2 私たち初めて会った時, 覚えてますか? 』